# Taki świat kupuję
Taki świat kupuję – debiutancki album studyjny polskiego aktora i piosenkarza Krzysztofa Respondka, wydany 15 kwietnia 2013 przez wytwórnię MJM Music PL.
Album jest efektem współpracy Krzysztofa Respondka i kompozytora, producenta muzycznego, realizatora dźwięku i autora tekstów Aleksandra Woźniaka. Album składa się z 12 kompozycji, w tym 11 premierowych oraz piosenki „Berega Rossi”, z którą Krzysztof Respondek wygrał Festiwal Piosenki Rosyjskiej w 2011 roku.
Z płyty pochodzi singel „Gdy wrócę”, wydany 1 lutego 2013 oraz „Góra złota”, wydany 2 kwietnia 2013, do którego powstał teledysk, a jego premiera odbyła się 18 kwietnia 2013.
Wydawnictwo znalazło się na 12. miejscu na oficjalnej polskiej liście sprzedaży.

## Lista utworów
| Nr  | Tytuł                             | Tekst              | Muzyka             | Czas  |
| --- | --------------------------------- | ------------------ | ------------------ | ----- |
| 1.  | „Wielokolorowo”                   | Aleksander Woźniak | Aleksander Woźniak | 3:00  |
| 2.  | „Zamieszkam tu”                   | Aleksander Woźniak | Aleksander Woźniak | 3:16  |
| 3.  | „Gdy wrócę”                       | Aleksander Woźniak | Aleksander Woźniak | 3:39  |
| 4.  | „Góra złota”                      | Aleksander Woźniak | Aleksander Woźniak | 3:10  |
| 5.  | „Czerwień twych słów”             | Aleksander Woźniak | Aleksander Woźniak | 3:51  |
| 6.  | „Wszystko przed Tobą”             | Aleksander Woźniak | Aleksander Woźniak | 3:14  |
| 7.  | „Chcę Europy”                     | Aleksander Woźniak | Robert Obcowski    | 3:05  |
| 8.  | „Weekendowa Bossa Nova”           | Jerzy Masłowski    | Aleksander Woźniak | 3:01  |
| 9.  | „Panowie świata”                  | Dawid Korbel       | Aleksander Woźniak | 3:22  |
| 10. | „Przez mechaniczny świat”         | Aleksander Woźniak | Aleksander Woźniak | 3:08  |
| 11. | „Powiedz mi”                      | Jerzy Masłowski    | EWBANK             | 4:43  |
| 12. | „Berega Rossii” (utwór dodatkowy) | N. Denisow         | A. Klevitsky       | 2:59  |
|     |                                   |                    | Całkowita długość: | 40:28 |